# 995 Sternberga
995 Sternberga eller 1923 NP är en asteroid i huvudbältet, som upptäcktes 8 juni 1923 av den sovjetiske astronomen Sergej Beljavskij vid Simeiz-observatoriet på Krim. Den har fått sitt namne efter den ryske astronomen Pavel Shternberg.
Asteroiden har en diameter på ungefär 20 kilometer.